# Gonomyia noveboracensis
Gonomyia noveboracensis är en tvåvingeart som beskrevs av Alexander 1916. Gonomyia noveboracensis ingår i släktet Gonomyia och familjen småharkrankar. Inga underarter finns listade i Catalogue of Life.